# Малоипатовский
Малоипа́товский — посёлок в Ипатовском районе (городском округе) Ставропольского края России.

## География
Расстояние до краевого центра: 97 км. Расстояние до районного центра: 38 км.

## История
9 февраля 1972 года Указом Президиума ВС РСФСР посёлок фермы № 3 совхоза «Ипатовский» переименован в Малоипатовский.
До 1 мая 2017 года посёлок Малоипатовский входил в упразднённый Красочный сельсовет.

## Население
| 1989 | 2002 | 2010 | 2014 | 2023 |
| ---- | ---- | ---- | ---- | ---- |
| 290  | ↗302 | ↘198 | ↗200 | ↗214 |

По данным переписи 2002 года, 72 % населения — русские.

## Инфраструктура
Медицинскую помощь оказывает фельдшерско-акушерский пункт.
В посёлке 5 улиц — Западная, Комсомольская, Молодёжная, Новая и Прохладная. В 300 м на северо-восток от населённого пункта расположено общественное открытое кладбище площадью 2300 м².